# Enlightened Rogues
Enlightened Rogues è il settimo album discografico in studio del gruppo musicale statunitense The Allman Brothers Band, pubblicato nel febbraio del 1979.

## Tracce
Lato A
1. Crazy Love – 3:44 (Dickey Betts)
2. Can't Take It with You – 3:33 (Dickey Betts, Don Johnson)
3. Pegasus – 7:31 (Dickey Betts)
4. Need Your Love so Bad – 4:01 (John Mertis)

Durata totale: 18:49
Lato B
1. Blind Love – 4:37 (Dickey Betts, Don Johnson)
2. Try It One More Time – 5:04 (Dickey Betts, David Goldflies)
3. Just Ain't Easy – 6:06 (Gregg Allman)
4. Sail Away – 3:34 (Dickey Betts)

Durata totale: 19:21

## Formazione
- Gregg Allman - organo, fender rhodes, clavinet, voce solista, accompagnamento vocale
- Dickey Betts - chitarra elettrica, chitarra acustica, chitarra slide, voce solista, accompagnamento vocale
- Jaimoe Johanny Johanson - batteria, congas
- Butch Trucks - batteria, congas, accompagnamento vocale
- Dangerous Dan Toler - chitarra elettrica, chitarra acustica
- David Rook Goldflies - basso

Ospiti:
- Joe Lala - percussioni (brani: Pegasus / Blind Love / Try It One More Time)
- Jim Essery - armonica (brani: Can't Take It with You / Need Your Love so Bad / Blind Love / Just Ain't Easy)
- Mimi Hart - accompagnamento vocale, cori (brano: Sail Away)
- Bonnie Bramlett - accompagnamento vocale, cori (brano: Crazy Love)

Note aggiuntive:
- Tom Dowd - produttore
- Registrazioni effettuate al Criteria Studio di Miami, Florida
- Steve Gursky - ingegnere della registrazione
- Kevin Ryan e Rick Allison - assistenti ingegnere della registrazione[1]